# Головний вагон

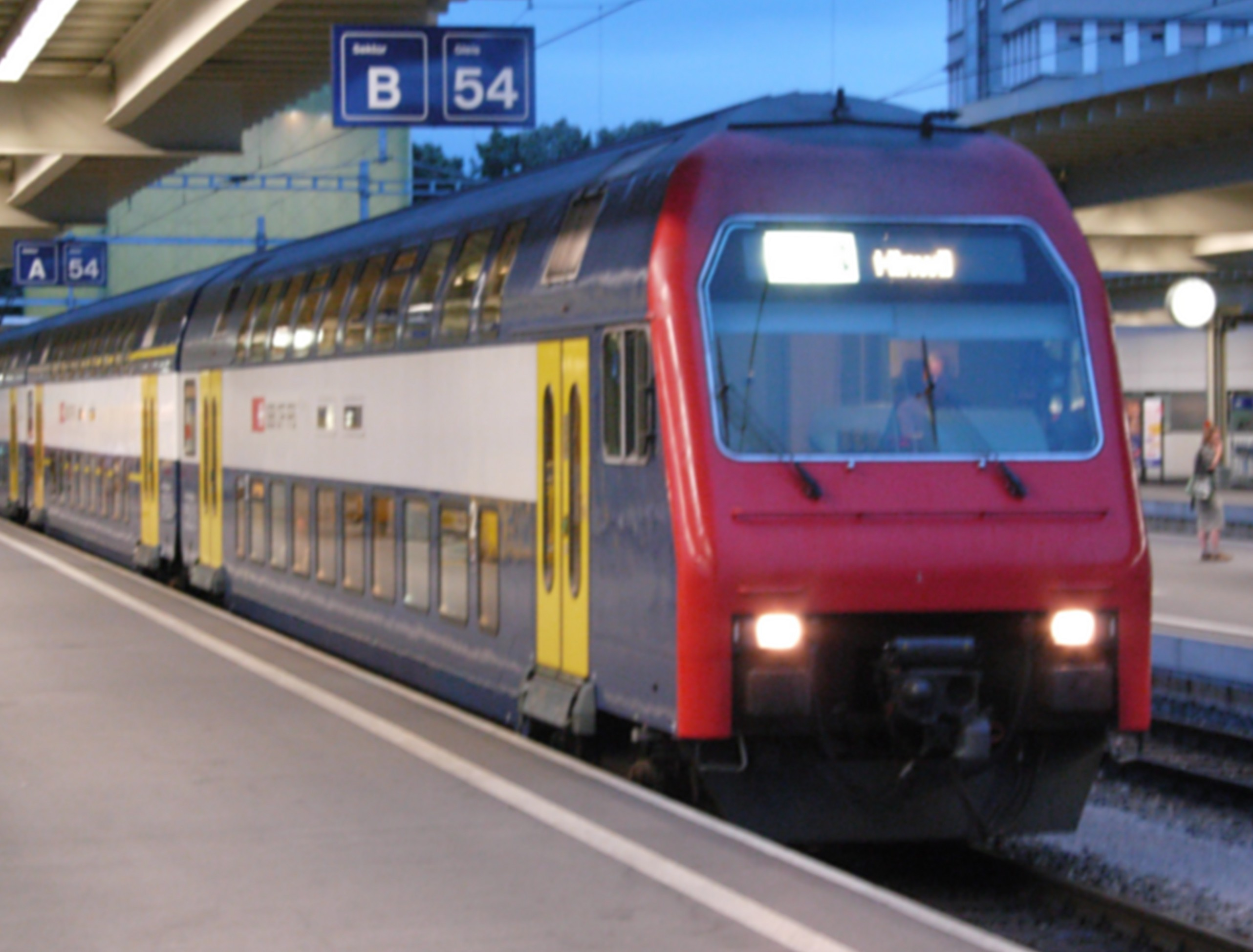
Вагон з кабіною управління.

Головний вагон — вагон моторвагонної секції, електропоїзда, дизель-поїзда або електропоїзда метро, який обладнаний кабіною управління або має органи управління, за допомогою яких машиніст керує поїздом.
На відміну від локомотива, головний вагон поїзда призначений для використання тільки в моторвагонному рухомому складі і, зазвичай, не використовується для водіння поїздів інших типів. Може бути як моторним, так і причіпним.
Головний вагон за конструкцією відрізняється від проміжних. Винятком є старі поїзди метрополітену (серії Е і старіші).

## Головний вагон в електропоїзді
У головних вагонах електропоїзда, крім обладнання причепного вагону, встановлюється також кабіна управління з органами керування, тому пасажирський салон вагона має меншу пасажиромісткість, ніж у причіпного.
В більшості електропоїздів, спроектованих в СРСР та СНД, зокрема і в Україні, головні вагони не мають повного комплекту обладнання, яке б забезпечувало автономність пересування вагону, тому ці вагони можуть використовуватись лише у складі електросекцій, які складаються з кількох вагонів (зокрема моторного). Виключенням є ЕР22, в якому все силове електрообладнання було змонтоване в головному вагоні, який також є моторним. Головні вагони ЕР22 можна використовувати і автономно.
На списаному електропоїзді ЕР200 головний вагон має обтічну форму лобової частини.

## Головний вагон в дизель-поїзді
В дизель-поїздах головний вагон окрім кабіни управління має дизельний відсік, де встановлена силова установка (Дизельний двигун, генератор при електропередачі або насос при гідропередачі), допоміжні агрегати. Дизельний відсік відокремлений шумоізоляційними перегородками від кабіни машиніста і пасажирського салону.
В деяких дизель-поїздах силовою установкою оснащений тільки один головний вагон. Другий має лише кабіну управління, обладнану всіма необхідними приладами та важелями, для дистанційного управління силової установки іншого головного вагона. В деяких дизель-поїздах серії ДР1П побудови Ризького вагонобудівного заводу третій і четвертий причіпні вагони обладнували кабінами дистанційного управління аби при необхідності експлуатувати дизель-поїзд як два самостійні тривагонні рухомі склади, які могли б працювати з використанням одного моторного вагону. Після розпаду СРСР і здобуття Латвією та Естонією незалежності в зв'язку з різким скороченням пасажиропотоку на внутрішньодержавних сполученнях в Латвії та Естонії багато дизель-поїздів сімейства ДР1 були переобладнані в поїзди тривагонної компоновки з одним моторним вагоном і головним вагоном дистанційного управління.
Головні вагони дизель-поїздів Д і Д1, які поставлялися в СРСР з Угорщини, також мали відділення для перевезення пошти або багажу.
Пасажирський салон у головних вагонах має менші розміри і пасажиромісткість, ніж у причіпних вагонах.